# Hooked on a Feeling
〈Hooked on a Feeling〉은 1968년 마크 제임스가 쓴 곡으로 B. J. 토머스에 의해 초연되었다. 토머스가 부른 버전에는 전자 시타가 들어가 있으며, 1969년 미국 빌보드 핫에 5위까지 오른다. 1974년 블루 스위드에 의해 커버되어 발매되었다. 이 버전은 미국에서 1위에 오른다. 2014년 영화 《가디언즈 오브 갤럭시》의 사운드트랙 중 하나이다.

## 차트 성적
| 차트 (1968–69)        | 최고 순위 |
| --------------------- | --------- |
| 캐나다 RPM            | 3         |
| 뉴질랜드              | 10        |
| 영국                  | 23        |
| 미국 미국 빌보드 핫   | 5         |
| 미국 캐쉬 박스 탑 100 | 5         |

| 차트 (1969)        | Rank |
| ------------------ | ---- |
| 캐나다             | 31   |
| 미국 빌보드 핫 100 | 99   |